# Lungarno degli Archibusieri
Il lungarno degli Archibusieri a Firenze è quel tratto di strada che costeggia il fiume Arno, iniziando in corrispondenza del piazzale degli Uffizi, presso il lungarno Anna Maria Luisa de' Medici), fino al Ponte Vecchio (piazza del Pesce, verso via Por Santa Maria). Vi corre un tratto del corridoio Vasariano. Si innesta lungo il tracciato via dei Georgofili (presso l'arco delle Carrozze). 

## Storia
Le più antiche denominazioni della via recano memoria della presenza dov’è adesso la piccola piazza del Pesce del Forum Piscarium, cioè del mercato del pesce d'Arno, che aveva portato a chiamare la strada (dove certo si dovevano trovare ulteriori banchi di vendita) via Peschiera o via dei Pescaioli. Con la costruzione del corridoio ad opera di Giorgio Vasari nel 1565, tutto il lato sinistro della via fu occupato dalla successione di arcate che ancor oggi si vede, e la loggia del Pesce che si trovava nella piazzetta abbattuta per essere ricostruita nel Mercato Vecchio. L'originario carattere proprio di una zona di mercato dovette poi essere ulteriormente ridimensionato dal decreto di Ferdinando I de' Medici del 27 settembre 1594 che destinava la zona del Ponte Vecchio, ugualmente segnata dalla presenze di botteghe di generi alimentari, ai laboratori per la produzione e la vendita di manufatti d'oreficeria. 

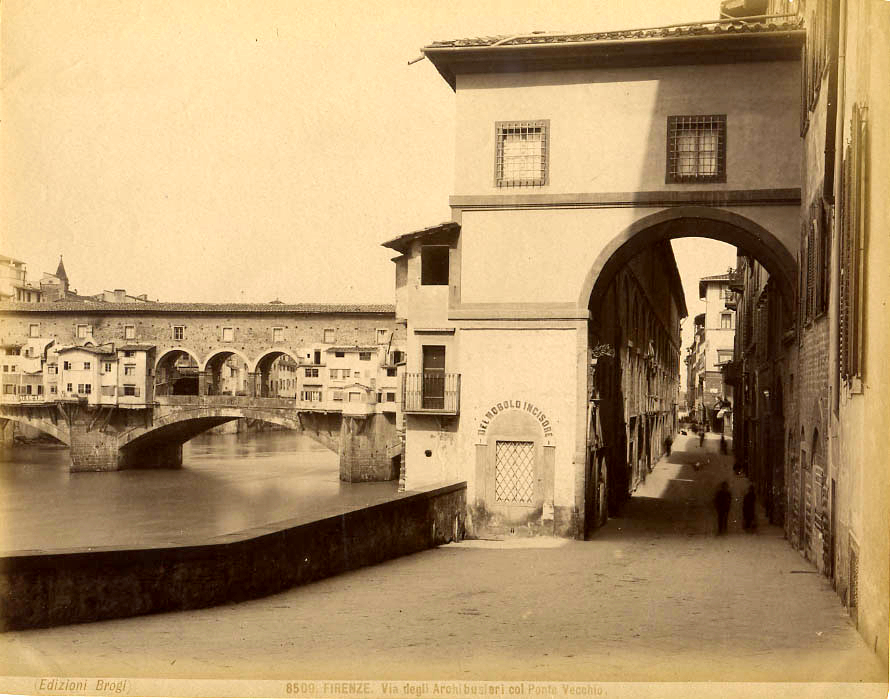
Veduta di Carlo Brogi in cui le arcate sono ancora occupate da botteghe

Intanto, a partire dal 1572, il loggiato del corridoio era tornato a popolarsi di botteghe erette tamponando il loggiato stesso (di modo che la strada manteneva il carattere di via e non di lungarno), evidentemente con una prevalenza di laboratori per la produzione di armi da fuoco e quindi di archibugi: dopo aver per breve tempo assunto il nome di via de' Castellani (per le vicine proprietà di questa famiglia) la strada assunse quindi quello di via degli Archibusieri. 
Gli aggetti delle botteghe verso il fiume (con caratteri in tutto simili a quelli che mostrano le botteghe del Ponte Vecchio) furono danneggiati dall'inondazione del 6 novembre 1864, il che consigliò di rafforzare muro e spallette. Nell'occasione si iniziò a predisporre un progetto di risanamento del loggiato con la demolizione delle tamponature e l'eliminazione delle botteghe, che tuttavia non prese forma se non attorno al 1883, anno al quale sono datati i fogli di progetto conservati presso l'archivio storico del Comune di Firenze, firmati dagli architetti Odoardo Rimediotti e Luigi Baggiani. I conseguenti lavori di demolizione e restauro, per lo più datati al 1884-1885, sembrano tuttavia già preannunciati nel 1875 nella guida di Emilio Burci. A seguito del cantiere, con deliberazione della giunta comunale del 28 marzo 1889, il termine via fu cambiato in quello di lungarno.

## Descrizione
La via, pavimentata a lastrico, è dominata dalle arcate del corridoio vasariano, che coprono parzialmente la veduta sull'Arno e deviano l'attenzione dai palazzi che vi si affacciano, pure degni di interesse. 
Sotto il cavalcavia del corridoio vasariano è presente un tabrnacolo con una copia della Madonna col Bambino di Benedetto da Maiano, entro una cornice verosimilmente settecentesca.

### Edifici
| Immagine | N°   | Nome                             | Descrizione |
| -------- | ---- | -------------------------------- | --- |
|          | s.n. | Loggiato del corridoio vasariano | Il corridoio nasce per creare un collegamento chiuso e riservato da Palazzo Vecchio a palazzo Pitti e, nel tratto che qui interessa, si presenta sostenuto da un porticato ad archi sostenuto da robusti pilastri in muratura. Internamente le diverse campate del portico sono messe in comunicazione tra loro per mezzo di archetti, tanto da costituire una galleria. Originariamente aperto (come ancora oggi si vede) il tratto di loggiato qui preso in considerazione fu poco dopo, nel 1572, ridotto a botteghe, che poi andarono a svilupparsi su sporti dal lato del fiume, con modalità in tutto simili a quelle che mostrano le botteghe del Ponte Vecchio. Furono proprio questi aggetti che, danneggiati a seguito dell'inondazione del 1864, consigliarono di rafforzare muro e spallette, liberando la loggia dai suoi inquilini (tali demolizioni, per lo più datate al 1884-1885, sembrano in realtà già preannunciate nel 1875. |
|          | 4    | Palazzo dell'Hotel degli Orafi   | L'edificio ingloba un'antica torre, presumibilmente da identificare con una proprietà della consorteria degli Importuni che in questa zona aveva le proprie case. Distrutta dai ghibellini nel 1260 fu ricostruita successivamente: di questo periodo si conserva una porzione di parete dipinta con uccelli e un motivo ondato. Bargellini e Guarnieri situano qui le case degli Arnolfi, unificate e trasformate in palazzo dagli Uguccioni, nei pressi dell'arco delle Carrozze. Nel 1515 l'edificio fu acquisito dagli Agostiniani che in quegli anni si erano insediati nella vicina chiesa di Santo Stefano al Ponte e che continuarono ad amministrare la proprietà fino al 1783. Nell'Ottocento l'edificio fu occupato dalla pensione Quisisana, frequentata da intellettuali e artisti, soprattutto anglosassoni. Anche nel corso del Novecento la pensione mantenne pressoché invariato il carattere avuto nel secolo precedente, tanto da essere scelto, nel 1985, dal regista James Ivory per ambientarvi alcune scene della versione cinematografica del romanzo di Edward Morgan Forster A Room with a View (Camera con vista), assieme all'Hotel Jennings Riccioli in Lungarno delle Grazie 2. La struttura fu lesionata il 27 maggio 1993 dall'esplosione della bomba dell'attentato di via dei Georgofili, tanto da indurre i gestori, i signori Nutini, a chiudere l'attività. Attualmente il palazzo è occupato dall'Hotel degli Orafi. Esternamente l'edificio guarda al lungarno degli Archibusieri con un ampio fronte che si estende per cinque assi su cinque piani e ancora prosegue sopra l'arco delle Carrozze che sovrasta via dei Georgofili per altri due assi su tre piani. Su quello che era il portone principale di accesso è uno scudo con una variante dell'arme della famiglia Fabbroni. |
|          | 6    | Palazzo de' Girolami             | Erano qui alcune case della famiglia Castellani, acquistate nel 1495 (dopo altri passaggi di proprietà) da Francesco di Zanobi Girolami, al quale si deve l'edificazione dell'attuale palazzo nelle forme proprie della fine del Quattrocento, nella maniera di Baccio d'Agnolo. Conservato da questa famiglia fino al Settecento, passò ai Contucci e quindi, per eredità, ai Bourbon del Monte. Nel 1926 la facciata fu interessata da un complesso restauro. Come sottolineato da Leonardo Ginori Lisci, è difficilmente spiegabile la scarsa attenzione riservata all'edificio, che presenta forme di notevole interesse, dalla letteratura e dalle guide cittadine. Forse la sfortuna è dovuta alla posizione che non ne permette una veduta d'insieme, e non evidenzia l'ampia altana che lo corona dalla quale, a dispetto dell'indifferenza, si gode una spettacolare veduta sopra il Ponte Vecchio verso le colline di Boboli. Certo non è per i dubbi sull'età di edificazione dell'altana che, pur presentando forme rinascimentali, potrebbe risalire a un intervento ottocentesco di soprelevazione, immaginiamo coevo a quello di costruzione del terrazzino che segna la facciata. Degno di nota lo scudo con l'arme dei Girolami posto al centro del fronte, con l'aggiunta della mitria vescovile a ricordo del loro supposto antenato san Zanobi. |
|          | 8    | Palazzo Mori Ubaldini-Bigatti    | Il grande edificio guarda sul lungarno degli Archibusieri con un vasto fronte sviluppato su quattro piani per sette assi, dal lato di piazza del Pesce per tre assi. Qui, tuttavia, è il prospetto più articolato, inglobando il palazzo la volta de' Girolami e proponendo, all'altezza del terzo piano, un balcone con finestrone sormontato da uno scudo che reca l'arme della famiglia Mori Ubaldini (scaccato d'argento e di nero). Il palazzo è rimasto miracolosamente illeso nel corso delle distruzioni perpetrate dalle truppe tedesche in ritirata nell'agosto del 1944, causa della distruzione dei ben più antichi edifici limitrofi. In un appartamento di questo palazzo visse, tra il 1896 e il 1915, prima di trasferirsi nel palazzo Corsi di via de' Benci, il collezionista e storico dell'arte inglese Herbert Horne. |

## La piazza del Pesce

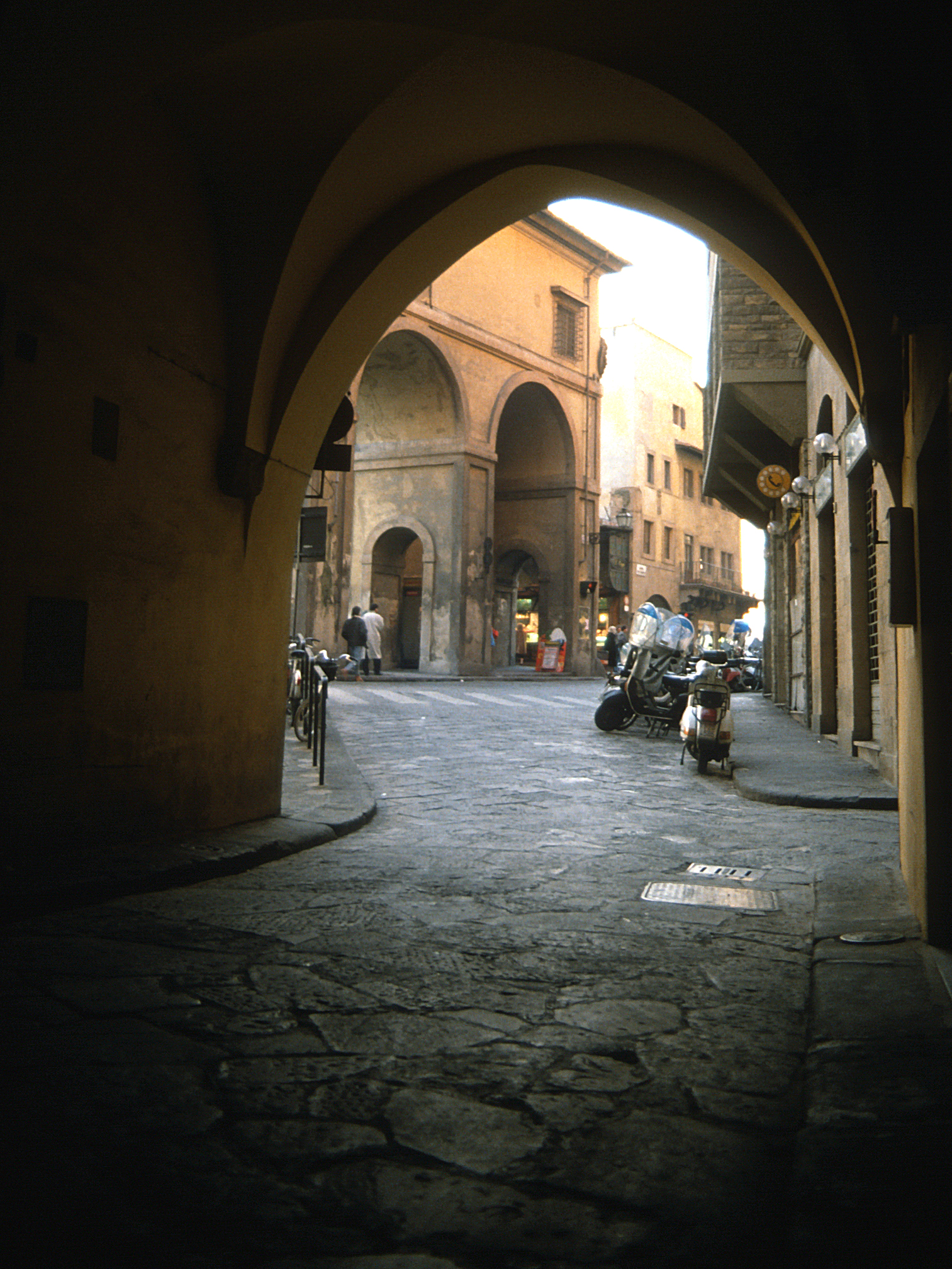
Piazza del Pesce vista dalla volta de' Girolami

L'ultimo tratto del lungarno si confonde nella piccola piazza del Pesce. Si tratta di poco più di uno slargo in cui convergono il lungarno, la via de' Girolami, il vicolo Marzio e, marginalmente, l'incrocio tra via Por Santa Maria e il ponte Vecchio. Il suo nome serba la memoria dei pesciaioli che fin dall'epoca romana qui smerciavano il pescato d'Arno (forum piscatorio) ed ebbero le loro botteghe anche sul Ponte Vecchio. Nella piazzetta esisteva una loggia, ed è verosimile che fosse sul lato dell'Arno, da dove essi potevano gettare gli scarti direttamente in Arno. Un documento del 1296 ricorda questa loggia a proposito di una controversia tra la famiglia Amidei e il Comune, per scavi ivi eseguiti. Nell'alluvione del 1557 la loggia venne danneggiata ed entro il 1559 Cosimo I l'aveva fatta restaurare. Tuttavia i progetti del sovrano, che nel frattempo aveva acquistato palazzo Pitti (1549) mutarono radicalmente riguardo quest'area dopo la congiura dei Pucci: per la sicurezza sua e della sua famiglia, con l'occasione del matrimonio del primogenito affidò a Vasari la costruzione di un camminamento sopraelevato tra le sue residenze, il corridoio vasariano. Tutti i pesciaioli, i verdurai e i venditori di carne del ponte e delle sue adiacenze, per ragioni di decoro, vennero riallocati in Mercato Vecchio, e per i pesciaioli in particolare l'architetto di corte progettò la loggia del Pesce nella piazza del mercato, alle spalle della già esistente beccheria, con lavori velocemente eseguiti nel 1568-1569.
Nella piazza rimase comunque un pozzo, a uso dei cittadini e dei nuovi commercianti del ponte, i più silenziosi e meno maleodoranti orefici, come si vede anche nella pianta del Buonsignori del 1584.
Sulla piazza si innalza la facciata del palazzo Mori Ubaldini-Bigatti e un tratto degli archi del corridoio vasariano, mentre gli altri edifici vennero tutti ricostruiti negli anni cinquanta del Novecento dopo le distruzioni del 4 agosto 1944.

## Bibliografia

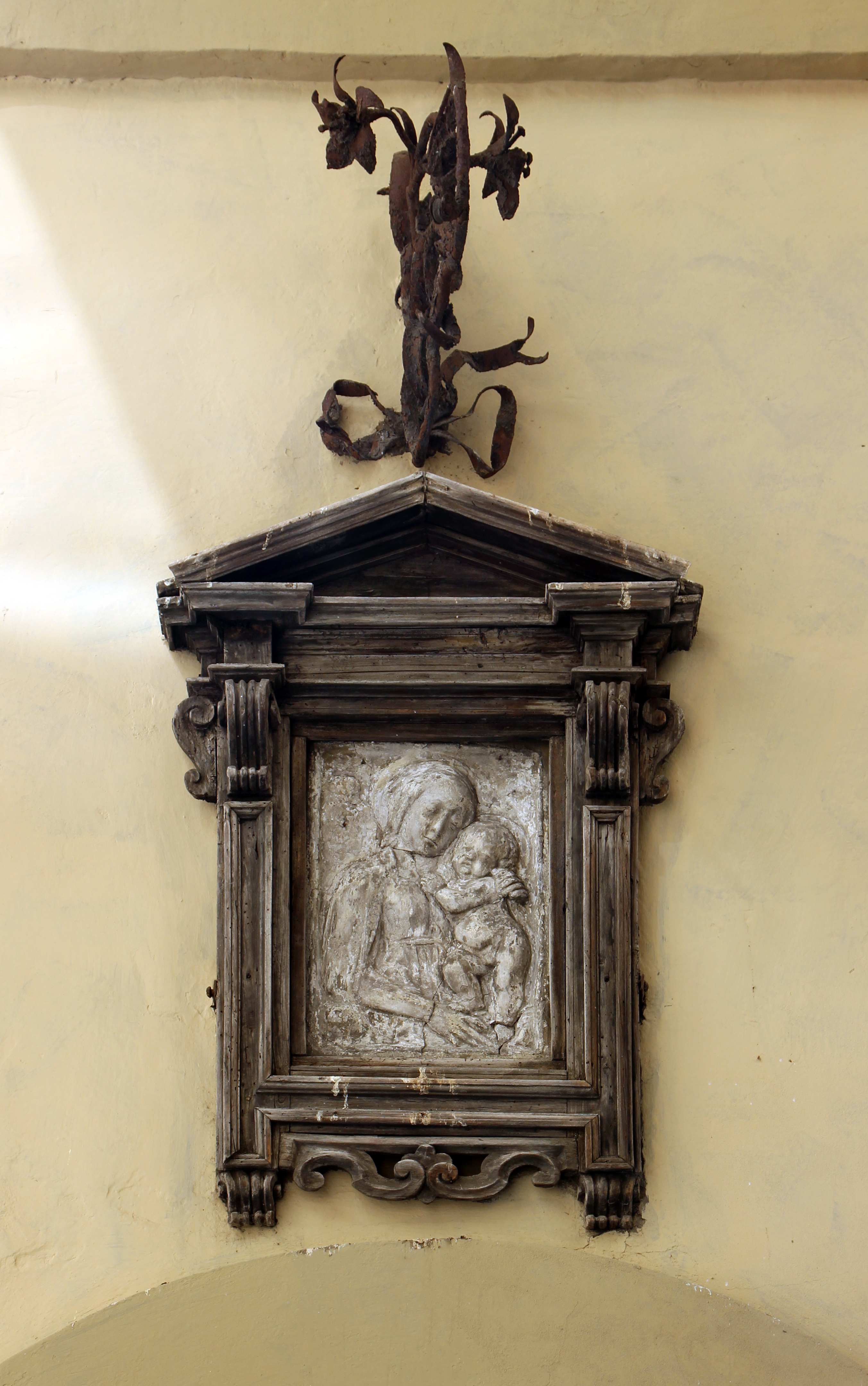
Il tabernacolo sotto la volta del corridoio Vasariano